# Jerzy Królikowski
Jerzy Królikowski (ur. 17 lutego 1915 w Warszawie, zm. 22 lipca 2007 tamże) – polski ślusarz narzędziowy i działacz komunistyczny, poseł na Sejm PRL VI kadencji.

## Życiorys
Syn Stefana i Antoniny. Uzyskał wykształcenie średnie niepełne. Należał do Komunistycznej Partii Polski, działał też w Międzynarodowej Organizacji Pomocy Rewolucjonistom. Potem był działaczem Polskiej Partii Robotniczej. Uczestniczył w powstaniu warszawskim. W 1945 został zatrudniony w Warsztatach Naprawczych Państwowej Komunikacji Samochodowej w Warszawie, a w 1946 w Zakładach Wytwórczych Przyrządów Pomiarowych „Era”. Organizował tamtejszą strukturę PPR. W 1948 formacja ta współtworzyła Polską Zjednoczoną Partię Robotniczą. W 1950 Jerzego Królikowskiego skierowano do Wojewódzkiej Szkoły Partyjnej, po ukończeniu której objął stanowisko I sekretarza Podstawowej Organizacji Partyjnej PZPR w Zakładach Kablowych w Ożarowie. W 1954 ponownie podjął pracę w „Erze”, gdzie został I sekretarzem Komitetu Zakładowego PZPR, a ponadto był sekretarzem Oddziałowej Organizacji Partyjnej i członkiem jej egzekutywy. W 1972 uzyskał mandat posła na Sejm PRL w okręgu Warszawa-Wola. Zasiadał w Komisji Handlu Zagranicznego.
Został pochowany na cmentarzu prawosławnym w Warszawie.

## Odznaczenia
- Złoty Krzyż Zasługi
- Srebrny Krzyż Zasługi